# Хосе Ламадрід
Хосе Луїс Ламадрід Прадос (ісп. José Luis Lamadrid Prados; 3 липня 1930 — 3 жовтня 2021) — мексиканський футболіст, що грав на позиції нападника, зокрема, за клуб «Некакса», а також національну збірну Мексики.

## Клубна кар'єра
У футболі дебютував 1949 року виступами за команду «Реал Еспанья», в якій провів один сезон.
Своєю грою за цю команду привернув увагу представників тренерського штабу «Клуба Америка», до складу якого приєднався 1950 року. Відіграв за команду з Мехіко наступний сезон своєї ігрової кар'єри.
Згодом з 1951 по 1954 рік грав у складі команд «Некакса», «Толука» і «Клуб Америка».
Завершив ігрову кар'єру у команді «Депортіво Куаутла».

## Виступи за збірну
1952 року дебютував в офіційних матчах у складі національної збірної Мексики. Протягом кар'єри у національній команді провів у її формі 8 матчів, забивши 5 голів.
У складі збірної був учасником чемпіонату світу 1954 року у Швейцарії, де зіграв з Бразилією (0-5) і Францією (2-3). Забив гол Франції на 54-й хвилині зустрічі.
Став першим мексиканцем, який забив гол на чемпіонаті світу, який проходив у Європі.